# Federico Susbielles
Federico Esteban Susbielles Rodríguez (Bahía Blanca, 6 de octubre de 1970) es un político, funcionario estatal, dirigente deportivo y exbasquetbolista argentino. Desde diciembre de 2023 se desempeña como Intendente del Partido de Bahía Blanca. Fue interventor de la Confederación Argentina de Básquetbol entre 2014 y 2015, y luego su presidente hasta 2019.

## Trayectoria deportiva

### Jugador
Susbielles se formó como basquetbolista en la cantera del club El Nacional de su Bahía Blanca natal, a donde ingresó a sus 5 años. Con sólo 14 años comenzaría a competir en los torneos superiores de la Asociación Bahiense de Básquetbol y a sus 15 debutó en la Liga B. Habiendo alcanzado 1,94 metros de altura, se desempeñaba en la posición de alero.
Fue miembro de los seleccionados juveniles de baloncesto de Argentina, integrando los equipos que conquistaron el título en el Campeonato Sudamericano de Baloncesto de Cadetes de 1987 y en el Campeonato Sudamericano de Baloncesto de Juveniles de 1988 (en ese último torneo, de hecho, Susbielles fue designado como capitán del combinado argentino).
Fue reclutado por Pacífico, haciendo su debut en la Liga Nacional de Básquet durante la temporada 1986. A lo largo de la siguiente década desarrolló una carrera como deportista profesional, actuando en equipos de la primera y la segunda categoría del baloncesto de su país. De ese modo jugó en los clubes Peñarol de Mar del Plata, Ferro Carril Oeste, Estudiantes de Bahía Blanca y Gimnasia y Esgrima de Comodoro Rivadavia (LNB), y en Luz y Fuerza de Posadas, Racing, Central Entrerriano, Echagüe y Lanús (TNA).
Se retiró en 2001 y retornó a Bahía Blanca para trabajar como entrenador de jugadores juveniles en El Nacional. Sin embargo en 2004 volvió a competir, vistiendo la camiseta de Pacífico en un torneo de la Asociación Bahiense de Básquetbol.

#### Clubes
| Club                                     | País      | Año         |
| ---------------------------------------- | --------- | ----------- |
| El Nacional                              | Argentina | 1984 - 1985 |
| Pacífico                                 | Argentina | 1986 - 1989 |
| Peñarol de Mar del Plata                 | Argentina | 1990        |
| Ferro Carril Oeste                       | Argentina | 1990-1992   |
| Luz y Fuerza de Posadas                  | Argentina | 1992 - 1994 |
| Estudiantes de Bahía Blanca              | Argentina | 1994 - 1995 |
| Gimnasia y Esgrima de Comodoro Rivadavia | Argentina | 1995 - 1997 |
| Racing Club                              | Argentina | 1997 - 1998 |
| Central Entrerriano                      | Argentina | 1998 - 1999 |
| Echagüe                                  | Argentina | 1999 - 2000 |
| Lanús                                    | Argentina | 2000 - 2001 |
| Pacífico                                 | Argentina | 2004        |

### Dirigente
En enero de 2004 fue electo presidente del Club Atlético Pacífico.
Formó parte del comité organizador de la Fiesta Nacional del Básquet, trabajando en conjunto con la Municipalidad de Bahía Blanca y la Asociación Bahiense de Básquetbol.
En mayo de 2013 se unió al Directorio Ejecutivo del Ente Nacional de Alto Rendimiento Deportivo como representante de la Secretaría de Deporte del Ministerio de Desarrollo Social.
El 6 de agosto de 2014 fue designado interventor de la Confederación Argentina de Básquetbol por orden del Ministerio de Justicia y Derechos Humanos, debido a que la entidad atravesaba una crisis institucional producida por la anterior dirigencia. Aunque su gestión normalizadora debía durar, en principio, 180 días, ésta se extendió por más de un año. A comienzos de diciembre de 2015 anunció su decisión de convertirse en presidente de la CABB, cosa que logró el día 22 de ese mes al ser electo para el cargo de manera unánime en una Asamblea Ordinaria y Extraordinaria de la que participaron los máximos dirigentes del baloncesto argentino. Susbielles presidió la CABB durante un ciclo de cuatro años, y, aunque intentó renovar su cargo por otros cuatro años más, terminó siendo sucedido por Fabián Borro en diciembre de 2019.

## Trayectoria política
Susbielles participó de la fundación de la sección bahiense del ARI en 2002 y al año siguiente fue candidato a intendente de la ciudad por ese partido, siendo derrotado por Rodolfo Lopes del PJ. Sin embargo en agosto de 2004, luego de asumir como gerente de la delegación del PAMI en Bahía Blanca, fue cuestionado por miembros del ARI por colaborar con el gobierno. En consecuencia Susbielles terminó afiliándose al Partido de la Victoria.
En 2007 intentó competir nuevamente por la intendencia de Bahía Blanca, usando esta vez el sello del PV; sin embargo fue derrotado por Cristian Breitenstein, otro hombre del PJ. Poco después sería ascendido a Gerente de Promoción Social y Comunitaria del PAMI por Graciela Ocaña, lo que le permitió proyectarse políticamente hacia fuera de su ciudad.
Junto a Luciano Di Césare, Lucía Corpacci y otros dirigentes kirchneristas creó en 2009 a la agrupación Corriente Nacional Martín Miguel de Güemes -conocida popularmente como La Güemes-, la cual terminaría integrando Unidos y Organizados en 2012.
Gracias a su trabajo militante, Susbielles fue designado por el Frente para la Victoria como primer candidato a senador de la provincia de Buenos Aires en la sexta sección electoral para las elecciones de 2015. Contando con el auspicio y el apoyo de los miembros de La Cámpora, finalmente ganaría un escaño en el parlamento provincial, el cual ocupó hasta 2019.
En las elecciones municipales de 2019, Susbielles intentó por tercera vez convertirse en intendente de Bahía Blanca, luego de que el Frente de Todos lo proclamara como su candidato tras un acuerdo con Marcelo Feliú (él se bajaba y a cambio iría como senador en lugar de Susbielles). De todos modos terminaría siendo derrotado por Héctor Gay, el candidato de Juntos por el Cambio.
En febrero de 2020 fue nombrado presidente del Directorio del Consorcio de Gestión del Puerto de Bahía Blanca.
Susbielles fue el candidato a intendente de Unión por la Patria en las elecciones municipales de Bahía Blanca de 2023, luego de imponerse con amplio margen en las primarias de su partido. Aunque en las tres ocasiones anteriores que había intentado acceder a la intendencia había fracasado, esta vez revirtió su suerte y venció en la elección con el 36,66 % de los votos.

## Historia Electoral

#### Elecciones Intendente Bahía Blanca 2003[26]
| Candidato           | Alianza/Coalición                         | votos  | Porcentaje |
| ------------------- | ----------------------------------------- | ------ | ---------- |
| Rodolfo Lopes       | Partido Justicialista                     | 59.359 | 43,15%     |
| Jaime Linares       | Unión Cívica Radical                      | 43.578 | 31,67%     |
| Federico Susbielles | Afirmación para una República Igualitaria | 8.980  | 6,53%      |

#### Elecciones Intendente Bahía Blanca 2007[26]
| Candidato             | Alianza/Coalición                              | votos  | Porcentaje |
| --------------------- | ---------------------------------------------- | ------ | ---------- |
| Cristian Breitenstein | Frente para la Victoria                        | 52.780 | 37,32%     |
| Juan Pedro Tunessi    | Unión Cívica Radical y Frente Coalición Civico | 39.364 | 27,83%     |
| Federico Susbielles   | Partido de la Victoria                         | 18.246 | 12,90%     |

#### Elección Senador provincial de Buenos Aires por 6° sección electoral 2015
| 6ª Sección Electoral 6 Senadores | 6ª Sección Electoral 6 Senadores          | 6ª Sección Electoral 6 Senadores | 6ª Sección Electoral 6 Senadores | 6ª Sección Electoral 6 Senadores | 6ª Sección Electoral 6 Senadores                                                                |
| Partido/Alianza                  | Partido/Alianza                           | Votos                            | %                                | Bancas                           | Electos                                                                                         |
| -------------------------------- | ----------------------------------------- | -------------------------------- | -------------------------------- | -------------------------------- | ----------------------------------------------------------------------------------------------- |
|                                  | Cambiemos                                 | 203.190                          | 47,31                            | 4/6                              | 1. Nidia Alicia Moirano 2. Horacio Luis López 3. Andrés De Leo 4. Julieta María Centeno Lascano |
|                                  | Frente para la Victoria                   | 126.889                          | 29,54                            | 2/6                              | 1. Federico Esteban Susbielles 2. Juan Manuel Pignocco                                          |
|                                  | Unidos por una Nueva Alternativa          | 63.424                           | 14,77                            |                                  |                                                                                                 |
|                                  | Progresistas                              | 20.781                           | 4,84                             |                                  |                                                                                                 |
|                                  | Frente de Izquierda y de los Trabajadores | 15.238                           | 3,55                             |                                  |                                                                                                 |
| Votos positivos                  | Votos positivos                           | 429.522                          | 86,92                            |                                  |                                                                                                 |
| Votos en blanco                  | Votos en blanco                           | 61.500                           | 12,45                            |                                  |                                                                                                 |
| Votos nulos                      | Votos nulos                               | 3.141                            | 0,64                             |                                  |                                                                                                 |
| Participación                    | Participación                             | 494.163                          | 79,77                            |                                  |                                                                                                 |
| Electores registrados            | Electores registrados                     | 619.436                          | 100                              |                                  |                                                                                                 |
|                                  |                                           |                                  |                                  |                                  |                                                                                                 |

#### Elecciones Intendente Bahía Blanca 2019[26]
| Candidato           | Alianza/Coalición    | votos  | Porcentaje |
| ------------------- | -------------------- | ------ | ---------- |
| Héctor Gay          | Juntos por el Cambio | 94.760 | 50,90%     |
| Federico Susbielles | Frente de Todos      | 77.272 | 41,51%     |

### Elecciones Primarias para Intendente Bahía Blanca 2023
|  | 24,80 % |

|  | 31,20 % |

|  | 3,28 % |

|  | 3,15 % |

#### Elecciones Intendente Bahía Blanca 2023[27]
| Candidato           | Alianza/Coalición    | votos  | Porcentaje | Concejal |
| ------------------- | -------------------- | ------ | ---------- | -------- |
| Federico Susbielles | Unión por la Patria  | 63.710 | 36,66%     | 5        |
| Oscar Liberman      | La Libertad Avanza   | 56.254 | 32,37%     | 4        |
| Nidia Moirano       | Juntos por el Cambio | 43.396 | 24,97%     | 3        |